# Худа, Ритика
Ритика Худа (англ. Reetika Hooda; род. 2002, Рохтак, Харьяна) — индийская спортсменка, борец вольного стиля, призёр чемпионата Азии.

## Карьера
В августе 2022 года в Софии стала бронзовым призёром на Первенстве мира среди юниоров. В феврале 2023 года она стала бронзовым призёром на турнире Ибрагим Мустафа в египетской Александрии. В апреле 2023 года в Астане, одолев в малом финале Светлану Окназарову из Узбекистана, она завоевала бронзовую медаль. В апреле 2024 года она участвовала в азиатском квалификационном турнире в Бишкеке, где ей удалось получить квоту для Индии на Олимпийские игры в Париже.

## Личная жизнь
Ритика Худа родилась в Рохтаке, штат Харьяна. Её отец Джагбир Сингх — фермер, а мать Нилам — домохозяйка.

## Достижения
- Чемпионат Азии по борьбе 2023 — ;